# 王景春 (1973年)
王景春（1973年2月12日—），男，新疆阿勒泰人，中国大陆演员。

## 生平
父亲是一名军人，1969年申请调防阿勒泰，至1986年调回乌鲁木齐。故王景春出生、成长于阿勒泰。母亲祖籍河北，幼年随家长移居新疆。1992年，王景春在中专毕业后进入新疆百货大厦工作。1995年，被上海戏剧学院以特招形式录取。毕业后，进入上海电影制片厂，成为一名职业电影演员。出演过多部电视剧、电影。
2010年，王景春以电影《疯狂的玫瑰》获第10届中国数字电影百合奖优秀男演员奖。
2013年，王景春以《警察日记》获第26届东京国际电影节最佳男主角。2019年，凭借电影《地久天长》获第69届柏林国际电影节最佳男演员及2019年金鸡奖最佳男主角奖。